# Perkebunan Tunggul 45
Perkebunan Tunggul 45 is een bestuurslaag in het regentschap Asahan van de provincie Noord-Sumatra, Indonesië. Perkebunan Tunggul 45 telt 789 inwoners (volkstelling 2010).